# SM U–22 (Osztrák–Magyar Monarchia)
Az SM U-22 a Császári és Királyi Haditengerészet Havmanden-osztályú tengeralattjárója volt, építését a Magyar Tengeralattjáró-építő Rt. (UBAG) végezte. 1917. november 23-án állították szolgálatba, és a háború utolsó hónapjaiban több bevetést is végrehajtott az olasz partok közelében, azonban mind eredménytelenül zárult. A háború befejezését követően Franciaországnak ítélték jóvátételként, ahol 1920-ban szétbontották.

## Tervezése és építése
Az U-22 a Dán Királyi Haditengerészet ún. Havmanden-osztályú tengeralattjáróin alapultak. Ezeket a hajókat, elsőként a Havmanden-t a fiumei Whitehead céggel kötött szerződés alapján kezdték el építeni 1911-ben. 
A Császári és Királyi Haditengerészet parancsnoksága Thierry Ferenc fregattkapitány, a tengeralattjáró erők parancsnokának szorgalmazására 1915-ben úgy határozott, hogy a Whitehead Művek lefoglalt Havmanden-típusú tervei alapján, hazai gyárakban építtet új tengeralattjárókat a flotta számára. Az új hajók megépítésére a Whitehead Művek tulajdonosa, Robert Whitehead 1915. február 28-án megalapította a Magyar Tengeralattjáró-építő Részvénytársaságot. Whitehead munkásainak és gyártelepének egy részét a részvénytársaság rendelkezésére bocsátotta. Így jött létre a Magyar Tengeralattjáró-építő Rt. (Ungarische Unterseebootsbau AG, hivatalos rövidítése: UBAG). A trieszti Stabilimento Tecnico és a polai Arzenál, valamint a Danubius hajógyárakkal lefolytatott konkurenciaharcok után az a kompromisszum született, hogy a négy tengeralattjáró fődarabjait a Stabilimento Tecnico és a polai Arzenál szállítja, az összeállítást pedig a Whitehead leányvállalata az UBAG és a polai Arzenál hajtja végre. 
Az SM U-22 gerincét 1915 decemberében fektették le, 1917. január 27-én bocsátották vízre, öt hónappal az U-21-es vízre bocsátását követően. Az elkészült új tengeralattjáró a már megépült-és épülő testvérhajóival (U-20, U-21, U-23) együtt későbbi próbaútjaikon nyilvánvalóvá vált, hogy a Hamvaden-típusú tengeralattjárók 1917-re nagyrészt elavulttá váltak, emellett rengeteg technikai hibára derült fény, mely akadályozta a hajók eredményes tevékenységét.

## Szolgálata
A tengeralattjáró nem sokkal elkészülte után próbautakon vett részt, 1917. június 9-10. éjjelén azonban a kikötőben álló hadihajó elsüllyedt. Az esetről a cs. és kir. flottaparancsnokságnak többek közt azt jelentették, hogy a III-as számú merülőtartályt – aminek a légtelenítő szelepe nem volt rendesen tömítve – a hajómester nem zárta be megfelelően, lassan megtelt vízzel és a fejnehézzé váló hajó elsüllyedt. 
A balszerencsés tengeralattjárót másnap kiemelték, majd javítását követően október 6-án újra vízrebocsátották. November 18-án Fiuméból áthajózott Póla kikötőjébe. Itteni tartózkodása során állt hivatalosan is hadrendbe 1917. november 23-án. December 5-én futott ki első őrjáratára, a Pó torkolata elé. December 9-én észlelt és megtámadott egy olasz PN-naszádot, azonban egy hirtelen fellépő periszkóp-meghibásodás következtében a hajó parancsnoka, Josef Holub sorhajóhadnagy kénytelen volt felhagyni az akcióval. A tengeralattjáró másnap visszatért Pólába. 
1917. december 15-17. között a hajó ismét a Pó torkolatánál járőrözött. December 29-én a hajó parancsnokságát az addigi első tiszt Friedrich Sterz sorhajóhadnagy vette át. 1918. január 3-án a hajó ismét őrjáratozásra indult a Pó-folyó torkolata elé, támadást kísérelt meg egy olasz tengeralattjáró ellen, azonban a rossz időjárás miatt kénytelen volt felhagyni az akcióval, és másnap befutott Rovignóba. Január 5-én innen futott ki újra, majd sikertelenül próbált megtorpedózni egy olasz torpedónaszádot, majd két ellenséges gőzhajót. Január 6-án visszatért Rovignóba, ahonnan Brioniba, majd Pólába hajózott. Innen helyezték át 1918. január 16-án Triesztbe.
Január 16-tól több bevetést is végrehajt Velence kikötője ellen, azonban ezek nem hoznak sikert. Február 5-én az U–22-est Chioggia mellett egy olasz repülőgép támadta meg és hét bombát dobott rá. A repülőgép felbukkanását követően Sterz sorhajóhadnagy azonnal gyorsmerülésre adott parancsot, így a tengeralattjáró sértetlenül vészelte át a támadást. Tavasszal a hajót a Cattarói-öbölbe helyezték át, ahova 1918. május 5-én érkezett meg. Megérkezését követően Pólába indult, ahol javításon esett át, mivel a Cattaróba vezető hajóút során a búvárnaszád egyik elektromotorja meghibásodott. Augusztus 9-én tért vissza Cattaróba, ahonnan október 3-án indult járőrözésre a montenegrói partok elé. Több bevetést hajtott végre Antivari és Medua irányában. 1918. október 18-án ellenséges repülők támadták meg. Október 9-én az U–22 sikertelenül támadott meg egy ellenséges cirkálót. 
Október 17-én Gravosába indult, ahonnan visszahajózott a Cattarói-öbölbe. Itt érte a háború vége, november 1-jével antant felügyelet alá került. Az 1920-as békeszerződés értelmében Franciaországnak ítélték jóvátételként, ahol még ugyanabban az évben szétbontották.

## Parancsnokai
| Név             | Rang           | Hivatal kezdete    | Hivatal vége       |
| --------------- | -------------- | ------------------ | ------------------ |
| Josef Holub     | sorhajóhadnagy | 1917. február 25.  | 1917. december 29. |
| Friedrich Sterz | sorhajóhadnagy | 1917. december 29. | 1918. október 31.  |